# Marlijn Weerdenburg
 (janvier 2019).
Si vous disposez d'ouvrages ou d'articles de référence ou si vous connaissez des sites web de qualité traitant du thème abordé ici, merci de compléter l'article en donnant les références utiles à sa vérifiabilité et en les liant à la section « Notes et références ».
Marlijn Weerdenburg, née le 1er avril 1983 à Schiedam,, est une actrice et chanteuse néerlandaise.

## Carrière
Autre que son travail d'actrice, elle à jouer un rôle en tant que chanteuse dans des comédies musicales telle que Soldier of Orange en 2011. En 2010, elle a connu un succès avec son single de Noël qu'elle a enregistré avec le groupe Storybox dont le leader est Helge Slikker. Avec Helge, elle forme le duo Miss Molly & Me, peu après elles se produit lors du festival de l’ Uitmarkt , du Theaterfestival Boulevard, du Fringe Festival, d’Eurosonic Groningue. En 2011, leur premier album Rewind and Say Hello est sorti.
En 2018, elle est candidate de Het Perfecte Plaatje.

## Filmographie

### Cinéma et téléfilms
- 2012 : Toren C : Bianca Stevens
- 2013-2016 : Danni Lowinski (nl) : Danni Lowinski
- 2015 : Fantastisch (nl) : Anne
- 2016 : Petticoat (série télévisée) (nl) Mimi